# Josef Janko
Josef Janko, född 25 oktober 1869 i Libštát i Österrike-Ungern, död 19 juni 1947 i Prag i Tjeckoslovakien, var en tjeckisk språkvetare.
Josef Janko blev 1908 extraordinarie och 1912 ordinarie professor i germansk filologi vid Karlsuniversitetet i Prag. Jankos språkvetenskapliga arbeten behandlar främst problem i tysk och tjeckisk ljud- och formlära. Han lämnade även bland annat bidrag till kännedomen om den fornslaviska kulturen och slavernas kontakter med turkotatarer och germaner. Janko redigerade från 1911 den filologiska tidskriften Časopis pro moderní filologii och från 1923 Revue des travaux scientifiques tchécoslovaques.